# Yao Chen

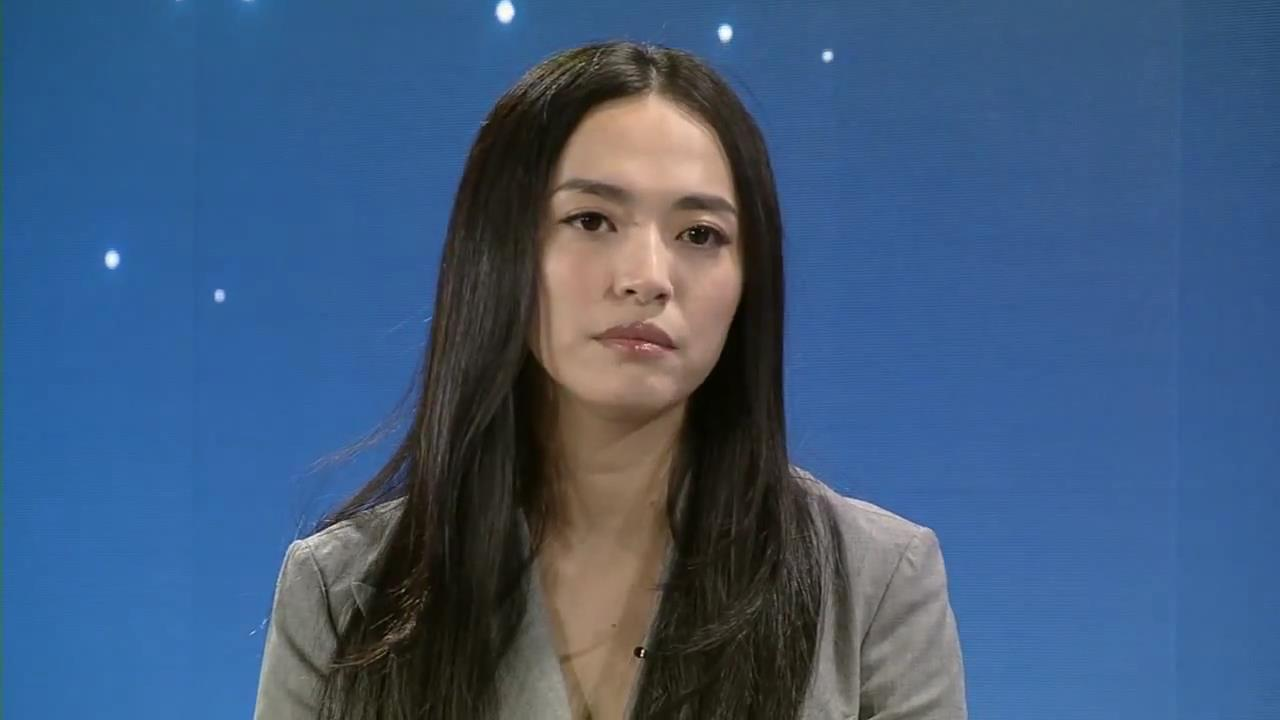
Yao Chen (2014).

Yao Chen (chinesisch 姚晨, Pinyin Yáo Chén; * 5. Oktober 1979 in Shishi, Quanzhou, in der Provinz Fujian, Volksrepublik China) ist eine chinesische Schauspielerin. Im sozialen Netzwerk Sina Weibo ist sie die Person mit den meisten Fans. Im August 2014 betrug die Anzahl ihrer Fans 71 Millionen. 2014 nahm die Zeitschrift Time Yao Chen in die Liste der "100 global celebrities" auf. 2014 wurde sie von Forbes auf Platz 83 der "Most powerful woman in the world" gelistet.

## Biografie
Yao Chen entstammt einer Mittelklasse-Familie. 1993 bis 1997 studierte sie an der Beijing Dance Academy Chinesischen Volkstanz. 1999 bis 2003 studierte sie an der Beijing Film Academy. 
Ihre erste Rolle hatte sie als Tochter in der Fernsehproduktion My Own Swordsman. Im Jahre 2008 spielte sie eine Guerillaführerin in der Fernsehserie Undercover. Ihren ersten Bühnenauftritt hatte sie 2009 in A Story of Lala’s Promotion. Danach wirkte sie 2010 als Mango in Feng Xiaogangs If You Are the One 2 mit, war im selben Jahr in Chen Yili’s Colour Me Love zu sehen und spielte 2011 in Shang Jing’s My Own Swordsman. 2010 gewann sie den Golden Eagle Award als beste Schauspielerin. 
2004 heiratete sie den Schauspieler Ling Xiao Su. Die Ehe wurde im Januar 2011 geschieden. 2011 besuchte Yao Chen als Hohe Flüchtlingskommissarin der Vereinten Nationen das Mae La Flüchtlingslager in Nord-Thailand. Infolge ihres humanitären Engagements stieg die Zahl der Follower ihres Microbloggings stark an. Als sie Mae La verließ, sagte sie, dass sie hoffentlich jedes Jahr eine gewisse Zeit mit Flüchtlingen verbringen werden könne. Am 17. November 2012 heiratete Yao Chen im neuseeländischen Queenstown den Kameramann Cao Yu in.
Seit ihrem 25. Lebensjahr ist sie bekennende Christin. Als die Zeitschrift Southern Weekend gegen staatliche Zensurmaßnahmen protestierte, engagierte sich Chen offen für die Zeitschrift.

## Filmografie (Auswahl)
- 2005: My Own Swordsman (Fernsehserie)
- 2008: Undercover
- 2009: Lurk (Fernsehserie)
- 2009: A Story of Lala’s Promotion
- 2009: Sophie’s Revenge
- 2010: If You Are the One 2
- 2010: My Own Swordsman (Fernsehserie)
- 2010: Color Me Love
- 2010: Love In Cosmo
- 2012: Caught in the Web
- 2013: My Lucky Star
- 2013: Control
- 2013: Firestorm
- 2014: Divorce Lawyers (Fernsehserie)
- 2015: Monster Hunt
- 2015: Chronicles of the Ghostly Tribe
- 2016: Everybody’s Fine
- 2016: The New Year’s Eve of Old Lee
- 2016: MBA Partners
- 2017: Journey to the West: Demon Chapter
- 2020: The Eight Hundred